# Kathy Sierra
Kathy Sierra (1957) es una profesora de programación y desarrolladora de juegos estadounidense.

## Biografía
Sierra estudió fisiología del ejercicio en la Universidad Politécnica Estatal de California y durante trabajó 10 años en el sector del fitness. Cambió de profesión después de asistir a clases de programación en la Universidad de California en Los Ángeles (UCLA), y más tarde volvió para impartir un curso sobre "interactividad de nuevos medios" para UCLA Extension. A mediados de los noventa, dirigió el equipo de nuevos medios de Mind over Macintosh, un centro de formación de Los Ángeles que ofrecía formación a empresas de publicidad y entretenimiento que estaban adaptando las tecnologías digitales. Fue la programadora principal de los juegos de ordenador Teratopia, un juego de aventuras para niños publicado en 1998 por Virgin Sound & Vision, y All Dogs Go to Heaven, un juego basado en películas lanzado como un premio de cereal gratuito por MGM. También trabajó como formadora principal para Sun Microsystems, enseñando a instructores de Java a introducir nuevas tecnologías Java y desarrollando exámenes de certificación. En 1998, fundó la comunidad en línea de programadores de Java, JavaRanch.
Fue la cocreadora de la serie de libros Head First sobre temas técnicos, principalmente informática, junto con su socio, Bert Bates. La serie, que comenzó con Head First Java en 2003, adoptó un enfoque poco ortodoxo y visualmente intensivo del proceso de enseñanza de la programación. Los libros de Sierra de la serie han recibido tres nominaciones a los premios Product Excellence Jolt Awards, ganando en 2005 por Head First Design Patterns. En 2005 acuñó la frase «The Kool-Aid Point» para describir el punto en el que surgen detractores debido puramente a la popularidad de un tema promovido por otros.
Sierra afirma que su interés por la ciencia cognitiva estuvo motivado por su epilepsia, enfermedad para la que toma medicación anticonvulsiva. «Mi interés por el cerebro comenzó cuando tuve mi primera crisis epiléptica a los cuatro años», escribió en su blog personal.
Después de años casi ausente de Internet, en julio de 2013 creó el sitio «Serious Pony», que incluye un blog, junto con una cuenta de Twitter, aunque en octubre de 2014 esta última había sido eliminada debido al acoso continuo.

## Acoso y retirada de la vida en Internet
En 2007, Sierra fue objeto de acoso en la red por su apoyo a la moderación de los comentarios en Internet, lo que los acosadores consideraban una violación de la libertad en la red. En marzo de 2007, Sierra canceló abruptamente su participación en la conferencia O'Reilly ETech de San Diego debido a las amenazas recibidas en su blog y por correo electrónico, incluidas amenazas de muerte. Los acosadores de Sierra publicaron imágenes trucadas de su cara junto a una soga o siendo estrangulada. El acoso aumentó después de que las amenazas aparecieran en las noticias. El hacker y autodenominado "troll de Internet" Andrew Auernheimer, conocido como Weev, declaró al New York Times que él era el responsable de publicar información falsa sobre Sierra en Internet, junto con su dirección y su número de la Seguridad Social, una forma de acoso conocida como doxing.
Sierra abandonó su carrera tecnológica como consecuencia del acoso, se retiró de los eventos en los que tenía que hablar en público y dejó de escribir en su blog. En su último post, escribió que no quería participar en la cultura de la blogosfera mientras se aceptara este tipo de acoso.
El asunto desencadenó un debate público sobre el concepto de código de conducta de los blogueros. Algunos blogueros, entre ellos Robert Scoble, autor del blog de tecnología Scobleizer, suspendieron temporalmente sus bitácoras en señal de apoyo a Sierra. Uno de los problemas más importantes que, en opinión de Scoble, puso de manifiesto el incidente fue la hostilidad en Internet hacia las mujeres: "Cada vez que publico un vídeo de una tecnóloga, invariablemente aparecen comentarios sarcásticos sobre partes del cuerpo y otras cosas que simplemente no ocurrirían si el entrevistado fuera un hombre".

## Reconocimientos
Entre 2003 y 2005, sus libros de la serie Head First fueron incluidos en la lista anual de los 10 mejores libros de informática de Amazon.com. En 2005, Sierra ganó un Product Excellence Jolt Awards por Head First Design Patterns.

## Publicaciones seleccionadas
- Mike Meyers' Java 2 Certification Passport (McGraw-Hill Osborne, 2001) ISBN 0-07-219366-2
- Sun Certified Programmer & Developer for Java 2 Study Guide (McGraw-Hill Osborne, 2002) ISBN 0-07-222684-6
- Head First EJB (O'Reilly Publishing, 2003) ISBN 0-596-00571-7
- Head First Servlets and JSP (O'Reilly Publishing, 2004) ISBN 0-596-00540-7
- Head First Design Patterns (O'Reilly Publishing, 2004) ISBN 0-596-00712-4
- SCJP Sun Certified Programmer for Java 5 Study Guide (McGraw-Hill Osborne, 2005) ISBN 0-07-225360-6
- Head First Java (O'Reilly Publishing, 2005) ISBN 0-596-00920-8
- OCP Java SE 6 Programmer Practice Exams (Exam 310-065) (McGraw-Hill Osborne, 2010) ISBN 0-07-226088-2
- OCA/OCP Java SE 7 Programmer I & II Study Guide (Exams 1Z0-803 & 1Z0-804) McGraw-Hill 2014
- Badass: Making Users Awesome (O'Reilly Media, 2015) ISBN 1-4919-1901-9
- OCA Java SE 8 Programmer I Exam Guide (Exams 1Z0-808) 1st Edition McGraw-Hill 2017  ISBN 1-260-01139-9
- OCP Java SE 8 Programmer II Exam Guide (Exam 1Z0-809) 7th Edition McGraw-Hill 2018  ISBN 1-260-11738-3